# Мультиензим
Мультиензим, або мультифермент — білок, що має більш як одну каталітичну функцію, яка забезпечується певною частиною поліпептидного ланцюга (доменом) або певною субодиницею.
Мультиензимний комплекс (англ. multienzyme complex) — мультиензим з каталітичними доменами на різних типах поліпептидних ланцюгів.
Мультиензимний поліпептид (англ. multienzyme polypeptide) — поліпептид, ланцюги якого мають принаймні два типи каталітичних доменів.